# Parigi-Bruxelles 1964
La Parigi-Bruxelles 1964, cinquantesima edizione della corsa, si svolse il 26 aprile 1964 su un percorso di 286 km, con partenza da Parigi e arrivo a Bruxelles. Fu vinta dal belga Georges Vanconingsloo della Peugeot-BP-Englebert davanti ai suoi connazionali Rik Van Looy e Benoni Beheyt.

## Ordine d'arrivo (Top 10)
| Pos. | Corridore             | Squadra                  | Tempo    |
| ---- | --------------------- | ------------------------ | -------- |
| 1    | Georges Vanconingsloo | Peugeot-BP-Englebert     | 7h05'43" |
| 2    | Rik Van Looy          | Solo-Superia             | s.t.     |
| 3    | Benoni Beheyt         | Wiel's-Groene Leeuw      | s.t.     |
| 4    | Frans Melckenbeeck    | Mercier-BP-Hutchinson    | s.t.     |
| 5    | Gilbert Desmet        | Wiel's-Groene Leeuw      | s.t.     |
| 6    | Jan Janssen           | Pelforth-Sauvage-Lejeune | s.t.     |
| 7    | Willy Bocklant        | Flandria-Romeo           | s.t.     |
| 8    | Jo De Roo             | Saint-Raphaël            | s.t.     |
| 9    | Carmine Preziosi      | Pelforth-Sauvage-Lejeune | a 5"     |
| 10   | Jean Forestier        | Peugeot-BP-Englebert     | s.t.     |